# Аманабад (Марказі)
Аманабад (перс. امان اباد) — село в Ірані, у дегестані Аманабад, у Центральному бахші, шахрестані Ерак остану Марказі. За даними перепису 2006 року, його населення становило 1926 осіб, що проживали у складі 556 сімей.

## Клімат
Середня річна температура становить 13,55 °C, середня максимальна – 32,53 °C, а середня мінімальна – -9,38 °C. Середня річна кількість опадів – 256 мм.
| Клімат поселення                              | Клімат поселення | Клімат поселення | Клімат поселення | Клімат поселення | Клімат поселення | Клімат поселення | Клімат поселення | Клімат поселення | Клімат поселення | Клімат поселення | Клімат поселення | Клімат поселення | Клімат поселення |
| Показник                                      | Січ.             | Лют.             | Бер.             | Квіт.            | Трав.            | Черв.            | Лип.             | Серп.            | Вер.             | Жовт.            | Лист.            | Груд.            |                  |
| Середній максимум, °C                         | 8,84             | 11,28            | 16,78            | 21,34            | 25,75            | 32,27            | 32,53            | 31,64            | 27,54            | 21,44            | 15,00            | 8,88             |                  |
| Середня температура, °C                       | −0,28            | 2,16             | 7,66             | 12,21            | 16,63            | 23,16            | 26,53            | 25,64            | 21,53            | 15,44            | 9,00             | 2,89             |                  |
| Середній мінімум, °C                          | −9,38            | −6,96            | −1,47            | 3,09             | 7,52             | 14,04            | 20,52            | 19,63            | 15,53            | 9,45             | 2,99             | −3,12            |                  |
| Норма опадів, мм                              | 39               | 38               | 46               | 30               | 22               | 2                | 1                | 1                | 0                | 11               | 27               | 39               |                  |
| Середньомісячна швидкість вітру, м/с          | 2.08             | 2.10             | 2.99             | 3.00             | 2.76             | 2.56             | 2.61             | 2.44             | 2.32             | 2.29             | 1.83             | 1.55             |                  |
| Середньомісячна сонячна радіація, кДж/м²·день | 9262             | 12806            | 15155            | 18548            | 22477            | 26812            | 25830            | 24197            | 21208            | 15737            | 11115            | 9136             |                  |
| --------------------------------------------- | ---------------- | ---------------- | ---------------- | ---------------- | ---------------- | ---------------- | ---------------- | ---------------- | ---------------- | ---------------- | ---------------- | ---------------- | ---------------- |
| Джерело:                                      |                  |                  |                  |                  |                  |                  |                  |                  |                  |                  |                  |                  |                  |